# Асена
Асена је име вучице повезане са митом о настанку туркијског племена Огуз. Предак Гоктуркова је такође вучица, која се још неименовано помиње у две различите „Вукове приче“ које су забележили кинески хроничари. Легенда о Асени говори о дечаку који је преживео битку; женка вука проналази повређено дете и негује га. Вучица, оплођена дечаком, бежи од својих непријатеља прелазећи Западно море до пећине у близини планина Кочо и града Тохарача, рађајући десет дечака полу-вукова, полу-људи. Од њих, Јизхи Нисхиду постаје њихов вођа и успоставља клан Ашине, који је владао Гоктурком и другим туркијским номадским царствима.

## Модерна ера
Са порастом турског етничког национализма 1930 -их, поново је дошло до поштовања личности туркијске митологије, као што су Бозкурт, Асена и Ергенекон. Симбол Асене је утиснут на сцени личног позоришта првог председника Турске, Мустафе Кемала Ататурка, у његовој резиденцији у Анкари. Он се такође позивао на мотив у својим говорима, попут оног од 13. фебруара 1931. у Малатији под насловом Türk Ocağı.